# Scooby Doo: Mechaniczny pies
Scooby Doo: Mechaniczny pies (ang. Scooby-Doo! Mecha Mutt Menace) – amerykański film animowany z 2013 roku zrealizowany przez wytwórnię Warner Bros. Animation, bazowany na podstawie seriali animowanych Scooby Doo.
Film został premierowo wydany 24 września 2013 w Stanach Zjednoczonych na DVD. W Polsce premiera filmu odbyła się 18 października 2014 w HBO.

## Fabuła
Scooby Doo oraz jego przyjaciele – Kudłaty, Fred, Daphne i Velma wyruszają na coroczne targi naukowe w Centrum Kosmicznym w Houston, aby podziwiać wynalazki oraz osiągnięcia nauki. Niestety, targi naukowe w Centrum Kosmicznym zamieniają się w piekło, a naukowcy tracą kontrolę nad gigantycznym robotem zaprojektowanym do badania powierzchni Marsa i są przekonani, że sterują nim przybysze z innej planety. Po raz kolejny Scooby Doo i Brygada Detektywów muszą rozwiązać zagadkę.

## Obsada
- Frank Welker – 
  - Scooby-Doo,
  - Fred Jones,
- Matthew Lillard – Kudłaty Rogers
- Mindy Cohn – Velma Dinkley
- Grey Griffin – Daphne Blake
- Julie Bowen – doktor Devon Albright
- Phil LaMarr – Stan
- Lacey Chabert – Melanie Staples
- Alan Rachins – doktor Ned Staples
- Paul Reubens – Irv